# William Borah
William Edgar Borah (29 de juny de 1865 - 19 de gener de 1940) fou un senador republicà dels Estats Units, una de les figures més conegudes de la història d'Idaho. Progressista que va servir des de 1907 fins a la seva mort el 1940, Borah és sovint considerat un aïllacionista, perquè va dirigir els Irreconciliables, senadors que no acceptarien el Tractat de Versalles, la ratificació del Senat del qual hauria fet que els EUA formés part del Societat de Nacions.
Borah va néixer a la zona rural d'Illinois en una gran família agrícola. Va estudiar a la Universitat de Kansas i es va convertir en advocat en aquest estat abans de buscar més oportunitats a Idaho. Ràpidament va ascendir a la llei i a la política estatal, i després d'una candidatura fallida a la Cambra de Representants el 1896 i una al Senat dels Estats Units el 1903, va ser elegit al Senat el 1907. Abans d'assumir el seu escó el desembre d'aquell any, va estar involucrat en dos casos legals destacats. Un, el judici per conspiració per assassinat de Big Bill Haywood, va guanyar fama a Borah tot i que Haywood va ser declarat innocent. I l'altre, un processament de Borah per frau de terres, el va fer semblar víctima de malícia política fins i tot abans de la seva absolució.
Al Senat, Borah es va convertir en un dels insurgents progressistes que van desafiar les polítiques del president William Howard Taft, tot i que Borah es va negar a donar suport a l'oferta de tercers de l'antic president Theodore Roosevelt contra Taft el 1912. Borah va votar de mala gana a favor de la guerra el 1917 i, un cop va concloure, va lluitar contra el tractat de Versalles, i el Senat no el va ratificar. Continuant sent un inconformista, Borah va lluitar sovint amb els presidents republicans en el càrrec entre 1921 i 1933, tot i que Calvin Coolidge es va oferir a fer de Borah el seu company de fórmula el 1924. Borah va fer campanya per Herbert Hoover el 1928, cosa que poques vegades va fer per als candidats presidencials i no va tornar a fer mai més.
Privat del seu càrrec com a president del Comitè de Relacions Exteriors del Senat quan els demòcrates van prendre el control del Senat el 1933, Borah va estar d'acord amb algunes de la legislació del New Deal, però es va oposar a altres propostes. Es va presentar a la nominació republicana a la presidència el 1936, però els habituals del partit no estaven inclinats a permetre que un inconformista de molt de temps encapçalés el bitllet. En els seus últims anys, va sentir que podria resoldre les diferències a Europa reunint-se amb Hitler; tot i que no hi va anar, això no ha millorat la seva reputació històrica. Borah va morir el 1940; la seva estàtua, presentada per l'estat d'Idaho el 1947, es troba a la National Statuary Hall Collection.